# توچسکی پودبورنه
توچسکی پودبورنه (به لهستانی:  Toczyski Podborne) یک روستا در لهستان است که در گمینا یابووننا لاتسکا واقع شده‌است.